# Novell NetWare

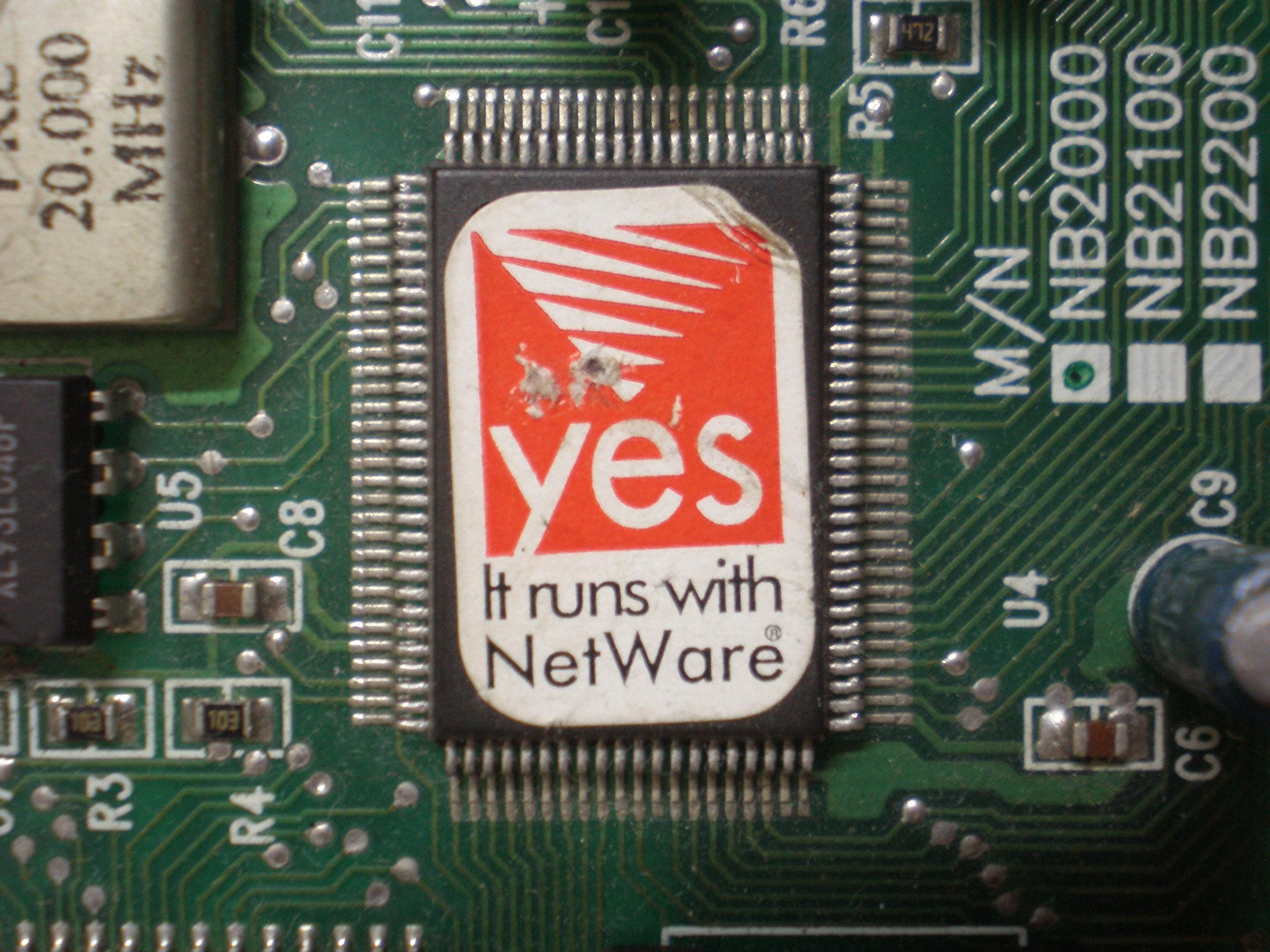
Carte réseau avec indication de certification NetWare

NetWare est un système d'exploitation de réseau (en anglais : network operating system ou NOS) pour serveur de type PC, lancé sur le marché en 1983 par la société Novell. Il s'agit d'un système serveur destiné à cette fonction.
NetWare a connu un grand succès pendant plus de dix ans avant de subir la concurrence de Windows NT à la fin des années 90 puis, dans une moindre mesure, de GNU/Linux.
Ce produit est tombé en désuètude, Novell ayant arrêté son maintien en mars 2010. Novell invite ses clients à migrer vers Novell Open Enterprise Server (en), système d'exploitation open source, basé sur SUSE Linux Enterprise Server. 

## Repères chronologiques
- 1983 : NetWare système d'exploitation réseau pour Personal Computer
- 1985 : Advanced NetWare 1.0 puis 1.2 fonctionnant en mode protégé
- 1986 : Advanced NetWare 2.0 : intégration de TCP/IP
- 1989 : Netware 3.0 : système 32 bits pour microprocesseur Intel 386
- 1993 : NetWare 4.0 : services d'annuaire Novell Directory Service (NDS)
- 1995 : NetWare 4.1
- 1998 : NetWare 5.0 : support natif de TCP/IP, système de fichier Novell Storage Services (en) (NSS)]
- 1999 : NetWare 5.1
- 2001 : NetWare 6.0 : services web, eDirectory successeur de NDS
- 2003 : NetWare 6.5

## Pile de protocoles IPX
L'ensemble des protocoles de NetWare a été grandement influencé par le design et l'implémentation de l'architecture de protocoles du Xerox Network System (XNS). La pile de protocole propriétaire comprend les composants suivants :
- Le protocole RIP (Routing Information Protocol) de Novell, différent du protocole IP, qui facilite l'échange des informations de routage.
- Le protocole IPX (Internetwork Packet eXchange), un protocole de couche 3 non orienté connexion et qui définit les adresses réseau et de nœud.
- Le service SPX (Sequenced Packet eXchange), qui assure les services orientés connexion de couche 4.
- Le protocole SAP (Service Advertising Protocol), qui permet d'annoncer les services réseaux.

## Particularités
Le noyau du système utilisait un ordonnanceur basé sur la coopération et non sur un mécanisme de multiplexage temporel classique. Le principe était qu'une tâche allait au bout de son traitement (élémentaire) puis signalait au système qu'elle n'avait plus rien à faire et provoquait l'élection d'une nouvelle tâche active (discipline FIFO). Ce mécanisme qui revient au goût du jour a permis la version SFT-III (Self Fault Tolerance version 3) de NetWare qui consistait en deux machines en miroir, continuellement synchronisées via un lien réseau spécifique au niveau application, avec des points de rencontre lors de la signalisation de l'inactivité de la tâche.